# Acará (rzeka)
Acará – rzeka w Brazylii, w stanie Pará. Ma 333 km długości, płynie w kierunku wschodnim. Uchodzi do rzeki Rio Pará na południe od miasta Belém. Jej głównym dopływem jest rzeka Moju.